# Isotemnidae
Isotemnidae — викопна родина нотоунгулятних ссавців, відома з палеоцену (формація Лас-Флорес, Ітаборай) до середнього міоцену (група Хонда, Лавентан) Південної Америки.